# American Assassin
American Assassin är en amerikansk actionthriller från 2017 i regi av Michael Cuesta och med manus av Stephen Schiff, Michael Finch, Edward Zwick och Marshall Herskovitz. Filmen är baserad på Vince Flynns novell, med samma namn, från 2010. Filmens stjärnor är Dylan O'Brien, Michael Keaton, Sanaa Lathan, Shiva Negar och Taylor Kitsch. Filmen handlar om den unga CIA (black ops)-rekryten Mitch Rapp, som hjälper en veteran från Kalla kriget att försöka stoppa detonationen av ett kärnvapen. 
Filmen hade premiär i USA den 15 september 2017 och har dragit in över 62 miljoner US dollar världen över. Kritiker gav den blandade recensioner, men prisade skådespelarnas prestationer.

## Handling
Mitch Rapp och hans flickvän är på semester i Ibiza, Spanien. Sekunderna efter hans frieri landar terrorister på samma strand och börjar skjuta civila. Mitt i blodbadet försöker Rapp frenetisk hitta sin fästmö, men lyckas inte rädda henne från att dö i händerna på terroristerna.
Arton månader senare, nu besatt av tanken på hämnd, besöker Rapp frekvent en internetsida, där den terrorist som är ansvarig för att hans fästmös död, ställer honom frågor om olika aspekter av Islam och jihad. Efter att ha fått en inbjudan att möta honom ansikte mot ansikte, förbereder Rapp sig för att ta ut sin hämnd. Men innan han hinner döda terroristen blir dennes cell plötsligt attackerad av amerikanska specialstyrkor. Upprörd över att ha nekats sin hämnd, knivhugger Rapp upprepade gånger den redan dödade terroristen, innan han släpas iväg av de amerikanska styrkorna.
I ett CIA 'safe house' genomgår Rapp en 30 dagars avrapportering, för att sedan bli erbjuden en chans genom CIA:s biträdande chef Irene Kennedy att gå med i en hemlig enhet med kodnamnet Orion. Dess ledare, Stan Hurley, är en före detta US Navy SEAL och en Kalla kriget-veteran som tränar Rapp och andra potentiella rekryter i asymmetrisk krigföring.
Från annat håll kommer rykten om att kärnvapenklassat material har försvunnit från en nedlagd rysk kärnanläggning. Materialet i fråga verkar vara på väg till hårdföra iranier, som är upprörda över den iranska regeringens kärnkraftsaffär med USA. Vid verifiering av försäljningen av kärnämnen i Polen blir affären stoppad av en tredje part, som eliminerar säljarna, för att sedan försvinna. I Virginia ser Hurley nyhetsinslag om händelsen i Polen och identifierar förövaren som en före detta Navy SEAL- och Orion-medlem som tros ha dödats i strid, men som nu går under kodnamnet "Ghost". Hurleys team skickas till Turkiet för att genskjuta köparen som "Ghost" arbetar för.
I Istanbul avslöjas Hurleys team, och uppdraget misslyckas. Rapp följer efter köparen till dennes lägenhet, och efter att ha dödat mannen, tar Rapp hans bärbara dator. Informationen på datorn leder gruppen till Rom, där Orion-agenter identifierat en kärnfysiker som behövs för att tillverka ett fungerande kärnvapen. Medan de är i Rom avslöjar Rapp en medarbetare, Annika, som utländsk agent för Iran. Hon förklarar att hon arbetar för den traditionella iranska fraktionen som försöker stoppa terroristerna från att skaffa kärnmaterial. Under ett möte mellan Hurley och en iransk kontakt blir de överfallna av Ghost som legat i bakhåll. Han dödar kontakten och fångar Hurley.
Från CIA:s safe house i Rom flyttas Annika av två Mossad-agenter när Rapp genskjuter dem och fritar henne. De två samarbetar sedan med att lokalisera den underjordiska basen där Ghost håller på att framställa kärnvapnet. Efter att ha infiltrerat tunnlarna lokaliserar och fritar Rapp den svårt sårade Hurley.
Men Annika blir tillfångatagen av Ghost, och skjuter sig själv med hans vapen strax innan han flyr med kärnvapnet. Baserat på en tidigare konversation vet Hurley att Ghost tänker offra sig själv genom att attackera den amerikanska 6:e flottan med kärnvapnet. Rapp sätter efter Ghosts båt, medan 6:e flottan, som har fått nys om Ghosts plan via CIA, förbereder sig för den stundade attacken.
Rapp hinner upp båten och dödar Ghost, och därefter försöker han avstyra attacken genom att styra bort båten från 6:e flottan. Han lyckas och sedan dumpar han kärnvapnet innan han flyr i flottans helikopter. Sekunderna senare exploderar kärnvapnet.
I efterdyningarna av explosionen, när Hurley läker från sina skador, får han reda på att Rapp befinner sig i Dubai. När han tittar på nyheterna ser han att samma fraktion iranier som försökte komma över kärnvapnet, kommer att vinna det iranska presidentvalet. Senare i Dubai går fraktionens presidentkandidat, med eskort, in i en hiss där Rapp redan befinner sig.

## Roller
- Dylan O'Brien som Mitch Rapp
- Michael Keaton som Stan Hurley
- Sanaa Lathan som Deputy Director Irene Kennedy
- Shiva Negar som Annika Ogden
- Taylor Kitsch som "Ghost" (Ronnie)
- David Suchet som Director Thomas Stansfield
- Navid Negahban som Behruz
- Scott Adkins som Victor
- Alaa Safi som Javeed
- Khalid Laith som Sharif
- Mohammad Bakri som Ashani
- Charlotte Vega som Katrina Harper

## Produktion

### Pre-produktion
CBS Films köpte rättigheterna till Flynns bokserie år 2008. The New York Times bästsäljare "Consent to Kill" var tänkt som första film i en föreslagen serie.
"Consent to Kill" var tänkt att produceras av Lorenzo di Bonaventura och Nick Wechsler.
Manuset skrevs av Jonathan Lemkin.
Filmbolagets senaste filmer hade gått dåligt, varpå de var tvungna att senarelägga produktionen av "Consent to Kill". Antoine Fuqua var ursprungligen tänkt att regissera, med namn som Gerard Butler, Colin Farrell och Matthew Fox, tänkta att spela Mitch Rapp.
Men istället, eftersom "American Assassin" var föregående roman, gav det möjligheten att påbörja Rapps karaktärs karriärbana från första början.
Jeffrey Nachmanoff ersatte Ed Zwick som regissör den 12 februari 2012. Samtidigt skrev Zwick manuset ihop med Marshall Herskovtiz, men ett annat förslag skrevs av Mike Fink i oktober 2012. Ytterligare ett regissörs- och manusförfattarbyte skedde med Michael Cuesta och Stephen Schiff i mars 2016.
Produktionen behövde dra igång senast den 30 april 2016, annars hade rättigheterna återgått till Vince Flynn.

### Rollbesättning
Den 10 oktober 2012 gick rykten att Chris Hemsworth tros ha erbjudits 10 miljoner dollar för att spela huvudrollen (Mitch Rapp). Men en månad senare visade det sig att Hemsworth hade tackat nej till rollen på grund av schemaläggning. Den 10 maj 2016, efter att ha blivit "uppvaktad i månader", blev Dylan O'Brien anlitad för huvudrollen, med "tanken att O'Briens Mitch Rapp är i collegeåldern, och förhoppningen är att aktören växer upp medan serien fortlöper."
Bruce Willis var i förhandlingar om att spela Stan Hurley i september 2012, men rollen gick till Michael Keaton den 9 mars 2016. Taylor Kitsch anslöt den 18 augusti 2016, som den "ondskefulle agenten."
Den 7 september 2016 anslöt Shiva Negar och Sanaa Lathan. Negar i en nyckelroll som en agent som samarbetar med Rapp och Hurley, och Lathan som CIA:s biträdande chef Irene Kennedy, som är till Flynn romanerna vad M är till James Bond. I böckerna är Kennedy vit, men "Lathan överglänste ett stort antal skådespelerskor som provspelade för rollen, som en skådespelerska som kan växa i rollen som sin karaktär från att leda insatsstyrkor till att klättra på maktstegen."

### Marknadsföring
En första bild av Dylan O'Brien som Mitch Rapp släpptes den 12 september 2016. Den 2 november 2016 publicerades produktionsbilder av skådespelarna.
En första trailer visades för utställare i Lionsgates monter på CinemaCon i mars 2017. Den första affischen och teaser-trailern släpptes på internet i april 2017.

### Box office
Från den 26 november 2017 har American Assassin dragit in 36,2 miljoner dollar i USA och Kanada, och 27,4 miljoner dollar i andra länder, sammanlagt 63,6 miljoner dollar, mot en produktionskostnad på 33 miljoner dollar.
I Nordamerika släpptes filmen tillsammans med Mother!, och beräknades att dra in 12-14 miljoner dollar från 3154 teatrar under premiärhelgen. 
Den drog in 915 000 dollar från torsdagskvällens förhandsvisningar på 2400 teatrar och 5,8 miljoner dollar på öppningsdagen. Premiärhelgen slutade med en biljettförsäljning på 14,8 miljoner dollar, tvåa efter Det. Under sin andra helg drog den in 6,3 miljoner dollar, och sjönk till en 4:e plats.

### Kritikernas respons
På Rotten Tomatoes webbplats har filmen ett godkänt betyg på 34% baserat på 145 recensioner, och ett medelbetyg på 4,7/10. Webbplatsens kritiska samförstånd lyder "American Assassin träffar ett par enkla mål, men utan tillräckligt med stil eller vett att verkligen ge sina karaktärer liv—eller för att sticka bland mer övertygande spionthrillers."
På Metacritic har filmen ett genomsnitt på 45 av 100, baserat på recensioner från 30 kritiker, vilket tyder på "blandade eller genomsnittliga recensioner".
Publik tillfrågade av CinemaScore gav filmen ett genomsnittligt betyg "B+" på en 'A+ till F skala'.
Matt Zoller Seitz (RogerEbert.com) gav filmen två-och-en-halv av fyra stjärnor. Främst kritiserade han filmens förvirrade disposition gentemot hämnd: "[American Assassin'] berättar för dig att hämnd förgiftar själen och generellt är en dålig idé samtidigt som den serverar fantastiska scener av Mitch och hans kollegor när de dödar terrorister.... Det tar inte lång tid att räkna ut var filmens hjärta ligger, och det skulle ha varit mer ärligt om den hade anammat den impulsen från början." dessutom finns det andra negativa kommentarer från t.ex. Ed Potton (The Times), som sa att "Det är bara om tänkbart att någon som aldrig sett en spionthriller kan finna en del nöje i American Assassin", och Sören Anderson (Seattle Times), som skrev, "O' Brien är bistert fokuserad i rollen som Rapp, men det flyger inte gnistor om hans prestation. Han får jobbet gjort, men han är ingen Matt Damon eller Daniel Craig."
Peter Travers på Rolling Stone lovordade filmen, och sade att "Underbart filmat av Enrique Chediak, American Assassin kan vara för smart för sitt eget bästa, men O' Brien imponerar nog, för att du ska hoppas på en Rapp franchise." Seitz berömde särskilt Michael Keatons prestation som en Kalla Kriget-veteran, och sade att han var den enda aktören som har byggt "en känslomässigt sammanhängande, minnesvärd karaktär" trots "material som alltför ofta misstar exposition för psykologi."